# Seaside Rendezvous
«Seaside Rendezvous» (укр. «Рандеву на берегу моря») — пісня британського рок-гурту «Queen», сьомий трек на їхньому четвертому студійному альбомі «A Night at the Opera». Пісню написав Фредді Мерк'юрі під впливом на нього водевілю і мюзиклу.
Пісня, ймовірно, найкраще запам'ятовується своєю «джазовою групою» секція переходу, виконаної вокально Фредді Мерк'юрі і Роджером Тейлором в середній частині пісні.

## Складова
«Музичну» частину пісні у переході повністю виконали Мерк'юрі і Тейлор, використовуючи тільки свої голоси, причому Тейлор в якийсь момент виконав найвищу ноту у всьому альбомі — третю октаву.
Мерк'юрі імітує духові інструменти, включаючи кларнет. Тейлор імітує переважно мідні інструменти, такі як туба і труби, і навіть на казу. Сегмент чечітки також «виконується» Мерк'юрі і Тейлором на мікшерному пульті з наперстками на пальцях. Мерк'юрі грає на роялі і на бубонці.
Це одна з небагатьох пісень «Queen» без участі Браяна Мея.

## Живе виконання
«Queen» ніколи не виконувала «Seaside Rendezvous» наживо. Хоча гурт «The Queen Extravaganza» виконував її разом з рештою частини «A Night At The Opera» на 40-річчя альбому у 2015 році.

## Учасники запису
- Фредді Мерк'юрі — головний і бек- вокали, піаніно, джангл-піаніно, вокальна оркестровка духових
- Роджер Тейлор — ударні, трикутник, вокальна оркестровка мідних інструментів
- Джон Дікон — бас-гітара